# Fazenda Bom Retiro
Fazenda Bom Retiro é uma fazenda que remonta à primeira metade do século XIX. 

## História
A mais velha fazenda destacada da sesmaria de Alexandre Barbosa de Almeida. 
Em outubro de 1869, o então proprietário, Tomás Luís Alves, diretor do Banco do Brasil em São Paulo, a vendeu a Joaquim Policarpo Aranha, barão de Itapura.
O barão de Itapura, em testamento comum, a legou a seus filhos José Francisco Aranha e Alberto Egídio de Sousa Aranha que, posteriormente, passou a ser proprietário único, deixando a propriedade para sua viúva, Isolina Barbosa Aranha, e seu único filho, Carlos Alberto Barbosa Aranha. Estes venderam a fazenda à cunhada e tia, Isolethe  de Sousa Aranha, e era desta proprietária quando em 1902 noticiou a imprensa:
"Pouco antes da meia noite de ontem, manifestou-se pavoroso incêndio na fazenda Bom Retiro, deste município, destruindo cerca de mil arrobas de café e casas de máquina e tulhas. É proprietária da fazenda, exma. sra. D. Isolete de Sousa Aranha. Não é conhecida até agora a origem do incêndio, mas atribui-se à falta de cuidados de alguém que jogasse pontas de cigarros nas palhas de café que estavam próximas à casa de máquina. As informações que colhemos nada adiantam ao que acima dissemos. Quanto aos prejuízos, afirmam-se que são superiores a duzentos contos".
Em 1914, pertencia a Ataliba de Camargo Andrade .
Depois foi seu proprietário, Maurice Jacquey, comerciante de algodão, em São Paulo, e com seu falecimento, herdaram-na suas filhas.

## Arquitetura
Sua casa sede tinha características de ser da primeira metade do século XIX construída de tijolões confeccionados no mesmo engenho, de grandes proporções, com vergas retas em janelas sem vidro. Grades bem simples no seu pretório descoberto. Seu acabamento interno era requintado, tendo em seu salão de visitas, forro de caixotes com decoração de pinturas bem antigas e ainda conservando o sino fundido com o nome da baronesa consorte do barão de Itapura, (Libânia de Sousa Aranha) e com armas do Império.
Sua bela sede foi demolida.